# Lluís Sellabona Comas
Lluís Sellabona Comas   (p. dècada del 1950) és un antic pilot d'automobilisme català. Guanyà el primer campionat d'Espanya d'autocròs el 1978 al volant d'un Alpine i participà en la Copa d'Europa de l'especialitat. Poc abans creà l'Escuderia Sellabona Comas, la qual, a més de disputar competicions oficials amb un equip en què destacà Albert Saurí, gestionà el Circuit de les Planes i hi organitzà competicions de motocròs i autocròs fins a mitjan dècada de 1980. Pilots de l'escuderia guanyaren Campionats d'Espanya i de Catalunya d'autocròs els anys 1982, 1983 i 1985.